# 清水隆史
清水 隆史（しみず たかし、1961年4月2日 - ）は、日本の実業家。TOYO TIRE株式会社 代表取締役社長&CEO、一般社団法人日本ゴム工業会会長、大阪ゴム工業会会長。2023年11月藍綬褒章受章。2024年2月セルビア共和国貢献黄金勲章受章。

## 人物・経歴
京都府出身。同志社香里中学校・高等学校を経て同志社大学経済学部へ進学。1985年大学卒業後、TOYO TIRE株式会社（旧東洋ゴム工業㈱）に入社、本社経理・財務部門を経て、1993年同社欧州現地法人（ドイツ、デュッセルドルフ）に赴任し、管理部門全般を担当。2010年4月には、米国ホールディングカンパニー TOYO TIRE HOLDINGS OF AMERICAS INC.（アメリカ、カリフォルニア）社長＆CEOに就任。2014年執行役員として、タイヤ企画本部長、欧州ビジネスユニット長（欧州事業責任者）を務め、2015年常務執行役員に昇格。同年11月代表取締役社長に就任。前経営体制時に発覚した免震ゴム性能偽装問題の解決にあたるとともに、ガバナンス・コンプライアンスを強化、2017年1月組織を事業本部制から機能別組織に改編、2017年5月本社を大阪市内から同社発祥の一つである伊丹市へ移転、2017年12月化工品事業を売却し、モビリティ分野に経営資源を集中、2018年11月には、三菱商事株式会社と資本業務提携契約を締結するなど、抜本的な経営改革を行い経営基盤の強化を図った。更には、事業分野をモビリティ分野に特化したことから2019年1月東洋ゴム工業㈱からTOYO TIRE㈱へ社名を変更、同社では同年を「第二の創業の年」と位置づけている。
技術面では、日本だけでなく米国・欧州にもR&Dセンターを設置し、スピーディに各エリアの特色に適した製品開発を可能とする体制とした。生産面では、同社へのタイヤ需要の高まりに応えて北米工場、マレーシア工場、桑名工場において増産体制を構築、2022年には、欧州初のタイヤ工場としてセルビア工場での製造を開始し、成長路線を推し進めている。
また、ブランド力の強化を図るべく、サッカー日本代表、ロサンゼルス・ドジャースを始めスポーツ分野へのスポンサーを行い、東京オートサロンを始め各種モーターショーでは、同社ブランドの世界観を訴求している。

## 略歴
1985年　同志社大学経済学部卒業
1985年　TOYO TIRE株式会社（旧東洋ゴム工業㈱）入社
2010年　TOYO TIRE HOLDINGS OF AMERICAS INC. 社長＆CEO
2013年　タイヤ事業本部タイヤ企画本部長、タイヤ管理部長
2014年　執行役員 タイヤ事業本部タイヤ企画本部長、欧州ビジネスユニット長、タイヤ管理部長
2015年　執行役員 タイヤ事業本部タイヤ企画本部長、管理本部副本部長
2015年　常務執行役員 タイヤ事業本部タイヤ企画本部長、北米ビジネスユニット長、管理本部副本部長
2015年　代表取締役社長
2022年　代表取締役社長＆CEO（現職）
その他役職
2018年　日本自動車タイヤ協会会長、タイヤ公正取引協議会会長
2020年　大阪ゴム工業会会長（現職）
2022年　日本ゴム工業会会長（現職）